# Dodge Caravan
Der Dodge Caravan war die Dodge-Version des in Europa bekannten Chrysler Voyager und zählt zu der Automobilbauart Van. 
Er wurde im Sommer 1984 als Schwestermodell des Plymouth Voyager in Nordamerika eingeführt. Seit Anfang 2008 gibt es ihn in der fünften Modellgeneration. 
Vom Plymouth Voyager unterscheidet er sich durch einen anderen Kühlergrill und in der Regel durch einen niedrigeren Preis und eine weniger luxuriöse Ausstattung. Die Dodge Modelle der ersten drei Generationen sehen äußerlich gleich aus wie der europäische Chrysler Voyager. Auch der Kühlergrill ist identisch, nur durch den Schriftzug sind sie optisch zu unterscheiden. Analog zum Chrysler Grand Voyager wird auch vom Dodge Caravan eine verlängerte Version unter dem Namen Dodge Grand Caravan angeboten. 
In der Modellpalette von Dodge für das Jahr 2013 wurde allerdings nur noch der Grand Caravan aufgeführt. Offiziell wurde der Dodge Caravan/Grand Caravan in Europa nicht verkauft, jedoch wurden einige Fahrzeuge über freie Importeure oder in Europa stationierte US-Soldaten, die ihre Fahrzeuge mitbrachten, nach Europa importiert.
Ein grober Überblick, unter welchen anderen Marken dieses Fahrzeug sonst noch verkauft wurde, findet sich im Artikel Chrysler Voyager.

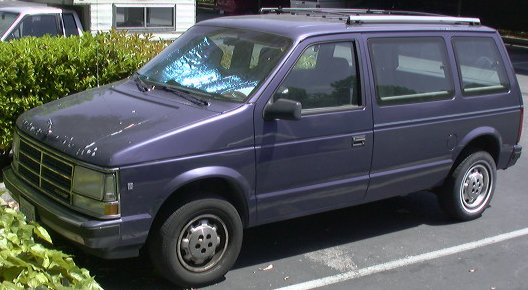
Dodge Caravan (1984–1990)
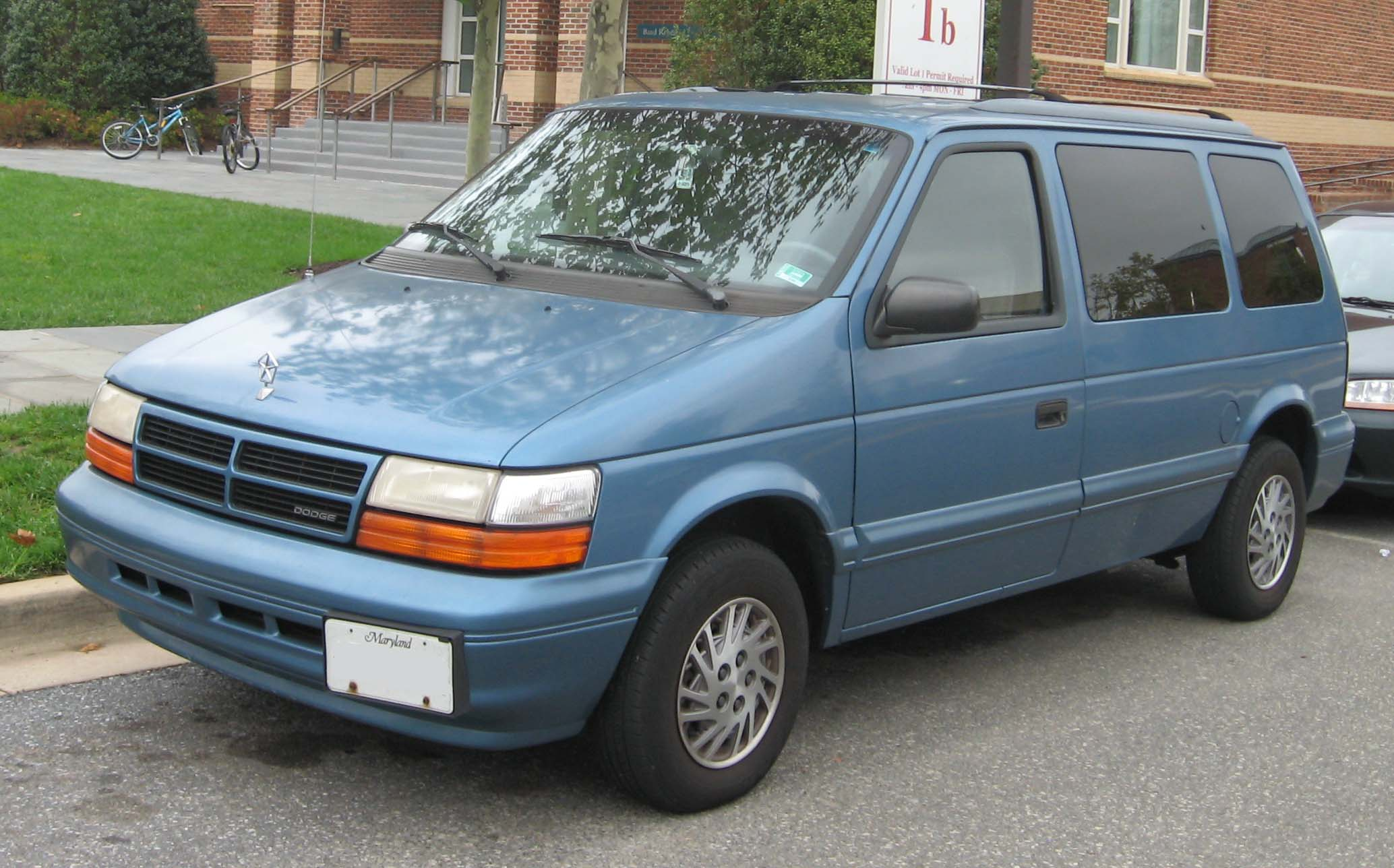
Dodge Caravan (1991–1995)
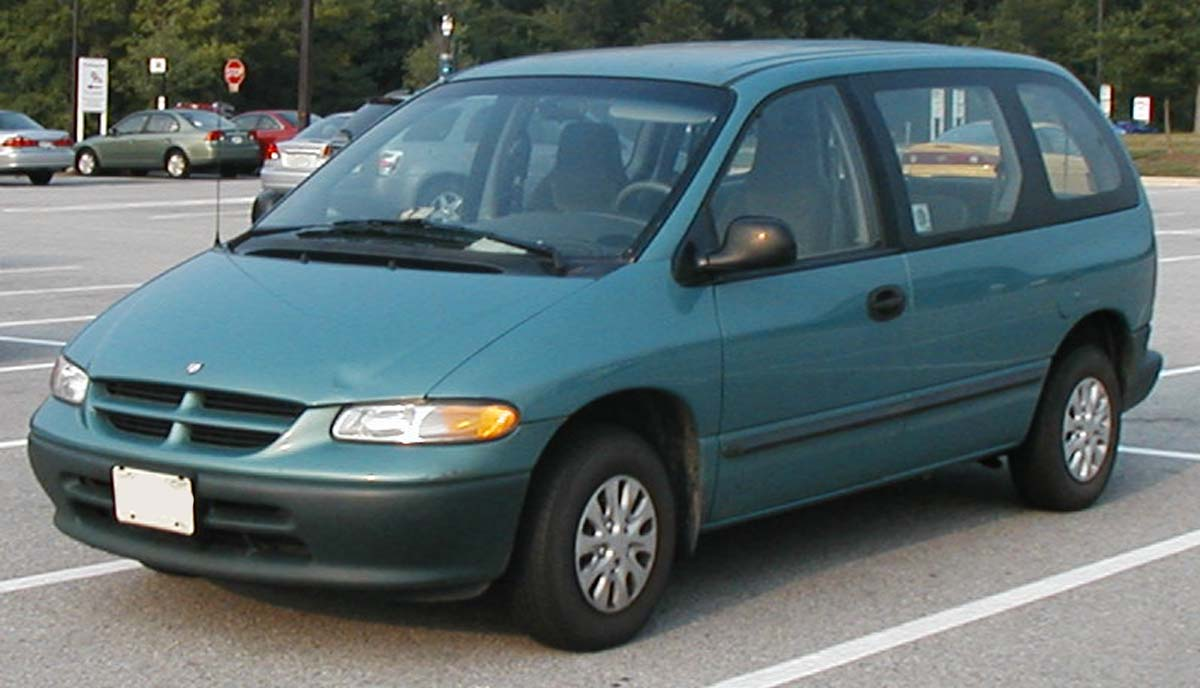
Dodge Caravan (1995–2000)
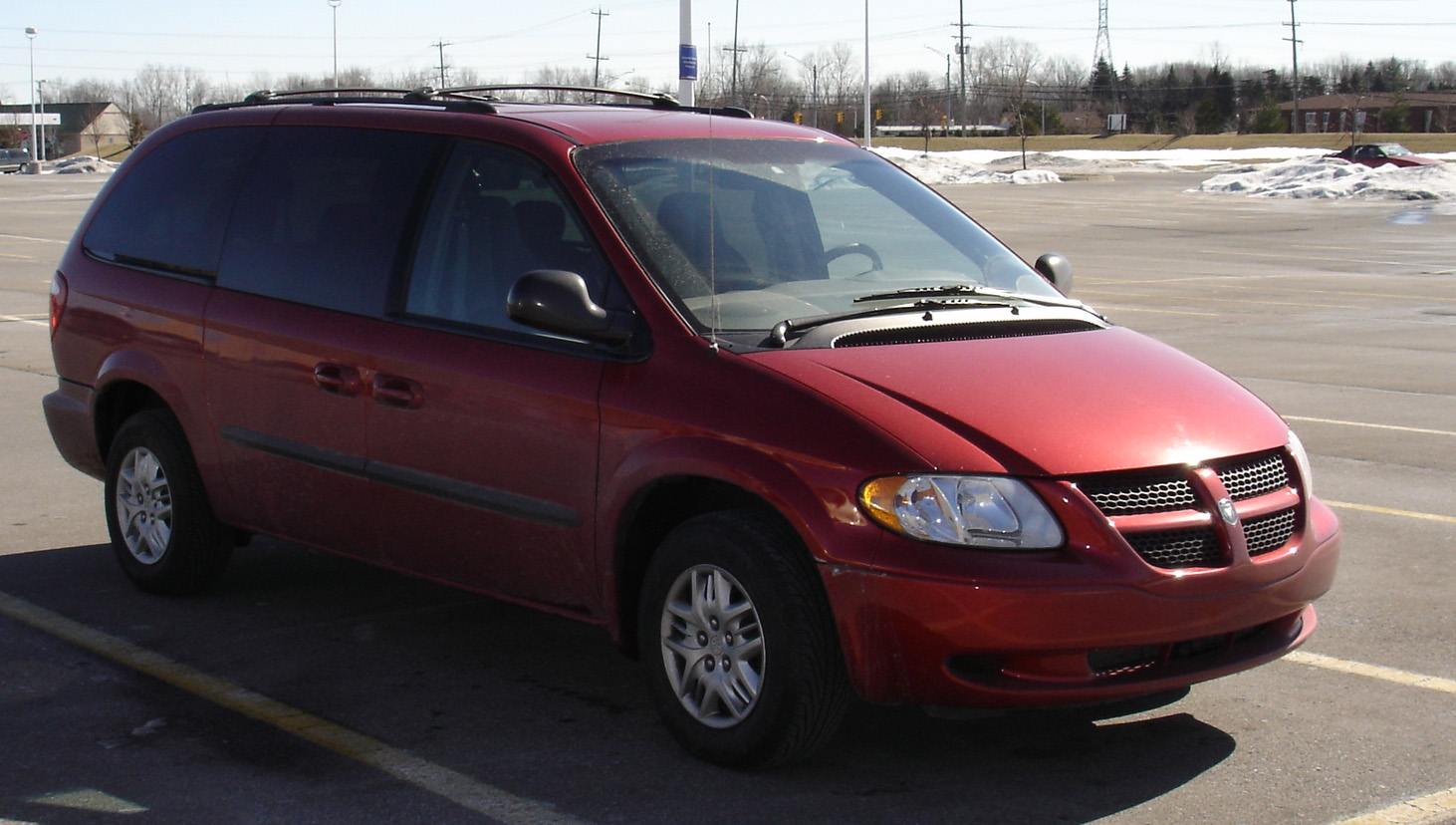
Dodge Caravan (2000–2007)
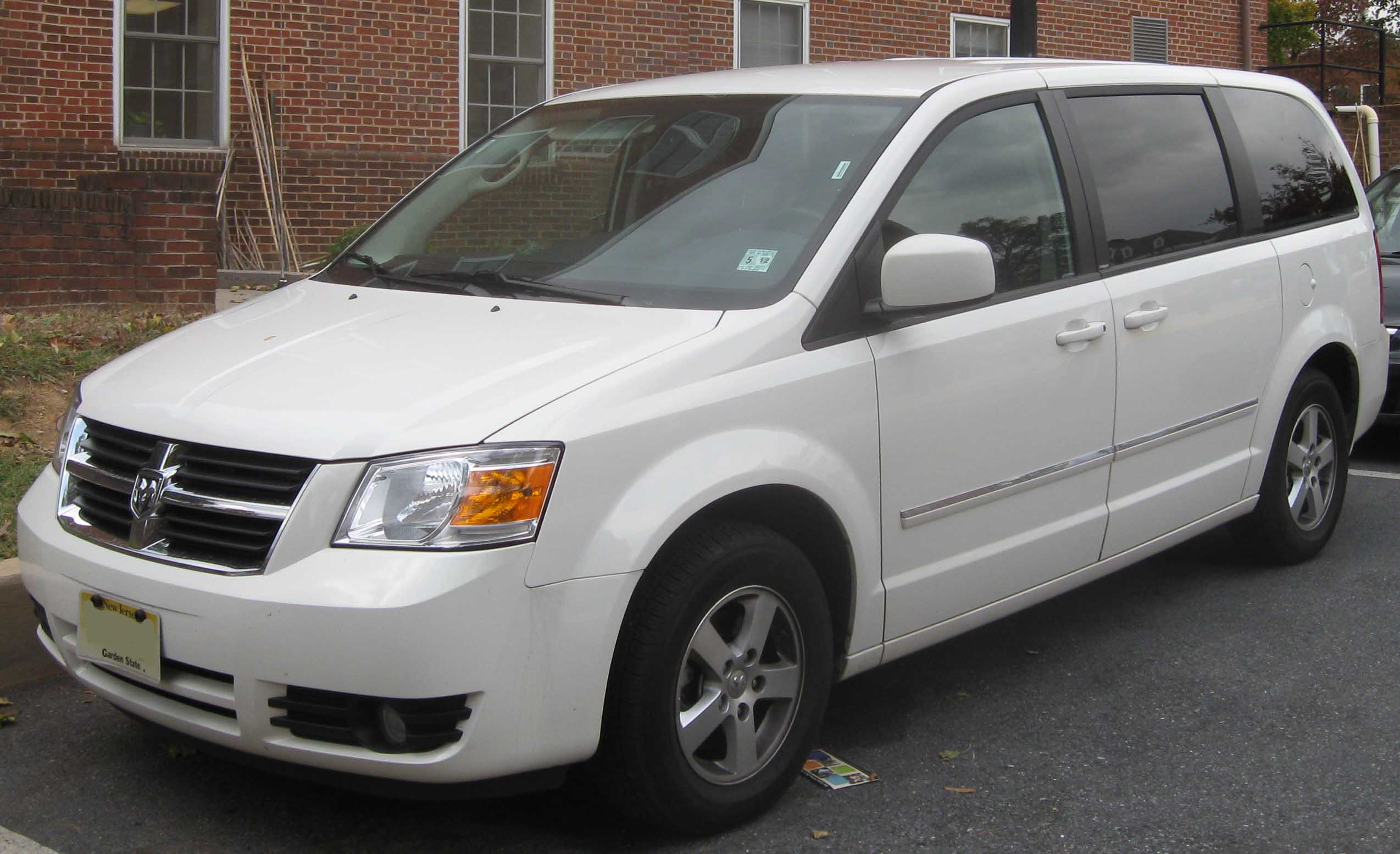
Dodge Grand Caravan (2008–2010)
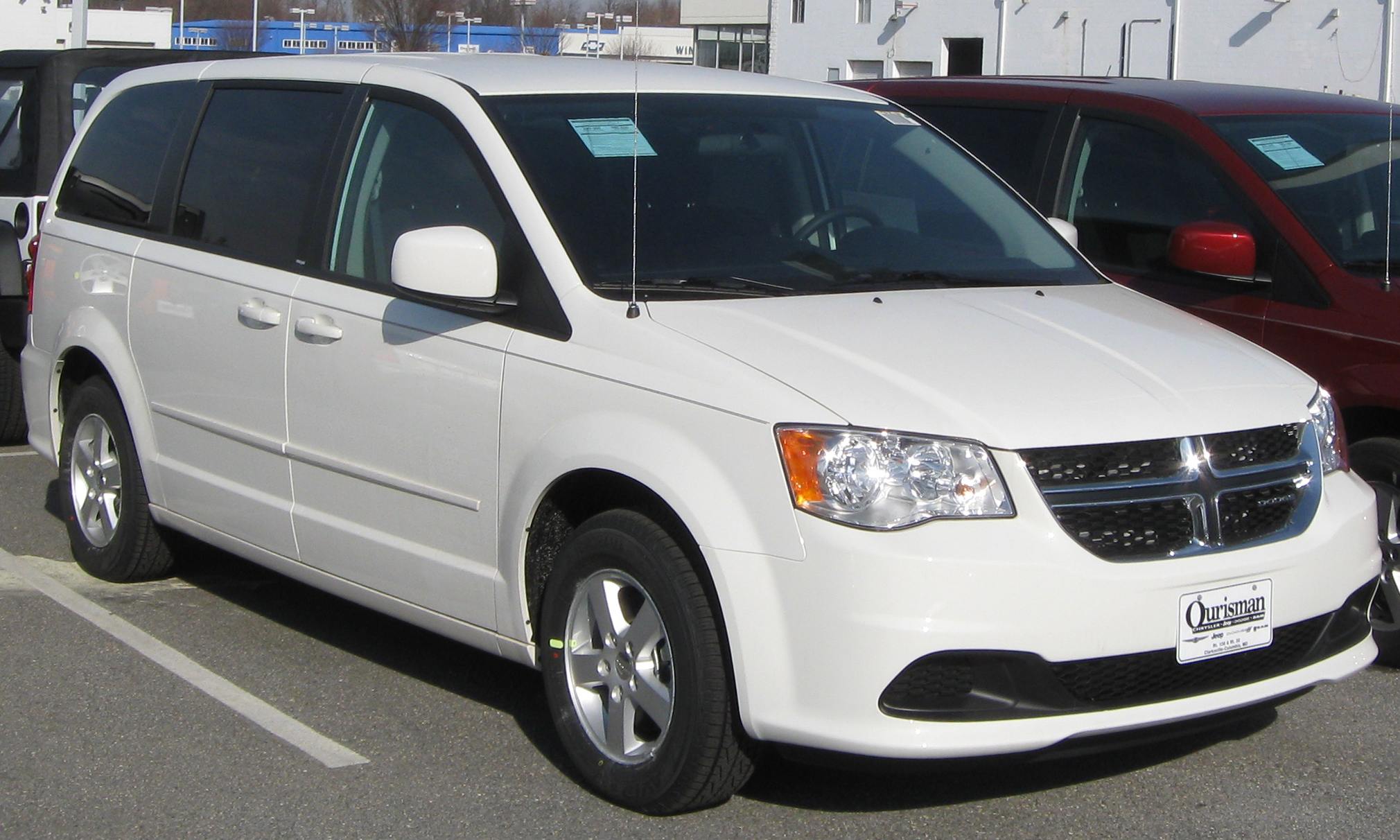
Dodge Grand Caravan (2011–2020)